# Air Nau
Air Nau is een bestuurslaag in het regentschap Rejang Lebong van de provincie Bengkulu, Indonesië. Air Nau telt 1009 inwoners (volkstelling 2010).